# Легкоатлетическая эстафета по Садовому кольцу
Легкоатлетическая эстафета по Садовому кольцу — традиционное советское, затем — российское соревнование по бегу (эстафета). Долгое время проводилась по Садовому кольцу в Москве.

## История
Первый старт, приуроченный к майским праздникам, состоялся 2 мая 1922 года. В первой эстафете приняли участие 23 команды из московских спортивных клубов, из них 3 — женские. Старт был дан у памятника Пушкину на Страстной площади. Победила команда клуба ОЛЛС (Антон Цейзик и др.), её представитель Лев Брандт финишировал с результатом 29 минут 56 секунд, завершив командную дистанцию общей длиной 8 км 488 м.
Следующие две эстафеты, в 1923 и 1924 годах, прошли по Бульварному кольцу. После этого наступил трёхлетний перерыв, но в 1927 году молодой тогда журналист Герман Колодный (1904—1972) выступил с инициативой возродить эстафету и убедил выступить спонсором соревнования редакцию популярной газеты «Вечерняя Москва».
В эстафете 25 июня 1933 года участвовало рекордное количество команд — 132, из которых 31 представляла «Динамо». Забеги проводились в семь этапов.
18 мая 1935 года эстафета была посвящена состоявшемуся 15 мая торжественному открытию первой очереди московского метро, первым к финишу пришёл Серафим Знаменский («Спартак»).
В 1938 году эстафета вернулась на Садовое кольцо.
Проведение эстафеты не прерывалось даже в годы Великой Отечественной войны, они прошли 10 мая 1942 года, 9 мая 1943 года, 7 мая 1944 года.
На эстафетах 12 мая 1946 и 9 мая 1947 годов главным судьёй был легендарный лётчик, генерал-полковника авиации М. М. Громов. В составе команды «Динамо» выступали первые советские чемпионы Европы Николай Каракулов и Евгения Сеченова.
Результаты эстафеты 6 мая 1951 года были опротестованы главным судьей генерал-лейтенантом авиации В. И. Сталиным по действиям тренера динамовцев Ивана Степанченка, на одном из этапов на милицейском мотоцикле выполнившего роль лидера для бегуна своей команды. Эстафета была проведена повторно — 13 мая и опять закончилась победой динамовской команды.
В эстафетах 2 мая 1955 и 1956 годов первый этап бежал и оба раза выиграл его будущий двукратный Олимпийский чемпион 1956 года Владимир Куц.
Эстафета 1959 года была отменена председателем Центрального совета Союза спортивных обществ и организаций СССР Николаем Романовым под предлогом вредности бега по асфальту для сильнейших советских спортсменов перед Олимпиадой в Риме 1960 года.
В эстафете 2 мая 1970 года впервые приняли участие команды школьников.
После 2000 года редакция газеты «Вечерняя Москва» перестала участвовать в организации эстафеты.
С 2013 года эстафета проводится на территории Олимпийского комплекса «Лужники» и прилегающих набережных Москвы.
Главным переходящим призом эстафеты является приобретённый ещё Колодным «Серебряный Ларец» — произведение искусства старинной ручной работы.
Эстафету комментировали выдающиеся советские журналисты, последним репортажем для Вадима Синявского (1906—1972) стал комментарий эстафеты 2 мая 1971 года.

## В искусстве

А. Дейнека «Эстафета по кольцу „Б“» (1947)

Состязание изображено на картине А. Дейнеки «Эстафета по кольцу „Б“» (1947, ныне — ГТГ).
Участник бега прошлогодний
На фронте нынче бьет врагов,
А завтра в бой идти готов
Кто закаляется сегодня
С. Маршак, 1944